# Лука Перузович
Лука Перузович (сербохорв. Luka Peruzović, нар. 26 лютого 1952, Спліт) — югославський футболіст, що грав на позиції захисника. По завершенні ігрової кар'єри — югославський і хорватський футбольний тренер.
Виступав, зокрема, за клуби «Хайдук» (Спліт) та «Андерлехт», а також національну збірну Югославії.
Чотириразовий чемпіон Югославії. Шестиразовий володар Кубка Югославії. Триразовий чемпіон Бельгії. Володар Кубка УЄФА. Чемпіон Бельгії (як тренер).

## Клубна кар'єра
У дорослому футболі дебютував 1969 року виступами за команду клубу «Хайдук» (Спліт), в якій провів одинадцять сезонів, взявши участь у 263 матчах чемпіонату. Більшість часу, проведеного у складі «Хайдука», був основним гравцем захисту команди. За цей час чотири рази виборював титул чемпіона Югославії.
Своєю грою за цю команду привернув увагу представників тренерського штабу клубу «Андерлехт», до складу якого приєднався 1980 року. Відіграв за команду з Андерлехта наступні шість сезонів своєї ігрової кар'єри. Граючи у складі «Андерлехта» також здебільшого виходив на поле в основному складі команди. За цей час додав до переліку своїх трофеїв три титули чемпіона Бельгії, ставав володарем Кубка УЄФА.
Завершив професійну ігрову кар'єру у клубі «Хайдук» (Спліт), у складі якого вже виступав раніше. Прийшов до команди 1986 року, захищав її кольори до припинення виступів на професійному рівні у 1988 році.

## Виступи за збірну
У 1974 році дебютував в офіційних матчах у складі національної збірної Югославії. Протягом кар'єри у національній команді, яка тривала 10 років, провів у формі головної команди країни лише 17 матчів.
У складі збірної був учасником чемпіонату світу 1974 року у ФРН, а також домашнього для югославів чемпіонату Європи 1976 року.

## Кар'єра тренера
Розпочав тренерську кар'єру невдовзі по завершенні кар'єри гравця, 1990 року, очоливши тренерський штаб клубу «Хайдук» (Спліт).
Надалі очолював команди клубів «Шарлеруа», «Андерлехт», «Генк», «Марсель», «Генчлербірлігі», «Стандард» (Льєж), «Аль-Садд», а також національну збірну Бахрейну.
Наразі останнім місцем тренерської роботи був клуб «Шарлеруа», головним тренером команди якого Лука Перузович працював у 2013 році.

## Титули і досягнення

### Як гравця
- Чемпіон Югославії (4):

«Хайдук» (Спліт): 1970-1971, 1973-1974, 1974-1975, 1978-1979
- Володар Кубка Югославії (6):

«Хайдук» (Спліт): 1972, 1973, 1974, 1976, 1977, 1987
- Чемпіон Бельгії (3):

«Андерлехт»: 1980-1981, 1984-1985, 1985-1986
- Володар Кубка УЄФА (1):

«Андерлехт»: 1982-1983

### Як тренера
- Чемпіон Бельгії (1):

«Андерлехт»: 1992-1993